# Sydney Greenstreet
Sydney Greenstreet (Sandwich, 1879. december 27. – Hollywood, 1954. január 18.) angol színész.
Legismertebb szerepeiben Humphrey Bogart és Peter Lorre mellett volt látható A máltai sólyom és a Casablanca című filmekben.

## Színházi karrierje
1879-ben született a kenti Sandwichben egy bőrkereskedő fiaként, hét testvére volt. 18 évesen elhagyta az otthonát és Ceylonba hajózott szerencsét próbálni teaültetvényesként, de az aszály tönkretette a vállalkozását és visszatért Angliába. Egy sörfőzdét kezdett irányítani és unaloműzőként színpadi leckéket vett.
Debütálása 1902-ben volt, egy gyilkost alakított egy Sherlock Holmes darabban. Az előadásra a kenti Ramsgate-en került sor, és Sir Arthur Conan Doyle is ott ült a nézők soraiban. Később Ben Greet Shakespeare társulatával végigturnézta az országot. Az Egyesült Államokban 1905-ben mutatkozott be New Yorkban.
1916-ban emlékezetes alakítást nyújtott az Ahogy tetszik újrafeldolgozásában. Greenstreet számos sikeres darabban játszott Angliában és Amerikában. A '30-as évektől kezdve főleg a New York-i székhelyű Theatre Guild darabjaiban lépett fel. Számos filmajánlatot is kapott, de azokat egészen 62 éves koráig mind visszautasította.

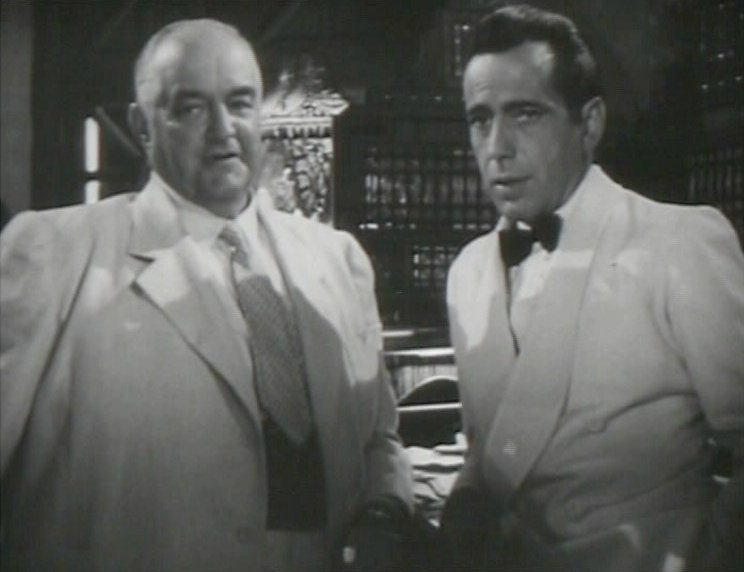
Greenstreet és Humphrey Bogart a Casablancában

## Filmes karrierje
1941-ben kezdett el dolgozni a Warner Brothersnél. Debütálása a filmvásznon John Huston nagy sikerű Máltai sólyomban (1941) volt Kasper Gutman szerepében. Az Amerikai Filmakadémia férfi mellékszereplő kategóriában Oscar-díjra is jelölte. A filmben egyik partnere Peter Lorre volt, aki az izgága Joel Cairot alakította. A páros játéka annyira meggyőzte a Warner stúdiót, hogy még kilenc további filmben együtt szerepeltek. Ezek között volt az egy évvel későbbi Casablanca is, ahol Greenstreet 3 750 dolláros heti fizetést kapott hét héten keresztül.
Greenstreet további olyan sikeres produkciókban játszott, mint az Át a Csendes-óceánon (1942), Átkelés Marseille-be (1944) vagy a Dimitrios maszkja (1944). Nyolcéves filmes pályafutását 1949-ben zárta le a Malaya című háborús mozival, ahol Spencer Tracy és James Stewart mögött a legmagasabb fizetést kapta. Pályafutása során olyan sztárokkal dolgozott együtt, mint Humphrey Bogart, Clark Gable, Ava Gardner és Joan Crawford. A drámaíró Tennessee Williams az egyszereplős The Last of My Solid Gold Watches című darabját Greenstreetre gondolván írta és a színésznek is dedikálta.
Greenstreet veseelégtelenségben és cukorbetegségben szenvedett, az utóbbi szövődményei vezettek a halálához 1954-ben. A glendale-i Forest Lawn Memorial Parkban helyezték örök nyugalomra.

## Fontosabb filmjei
- 1949 - Flamingo út (Flamingo Road) - Titus Semple sheriff
- 1947 - A házalók (The Hucksters) - Evan Llewellyn Evans
- 1946 - Az ítélet (The Verdict) - George Edward Grodman
- 1946 - Három ismeretlen - (Three Strangers) - Jerome K. Arbutny
- 1945 - Összeütközés (Conflict) - Dr. Mark Hamilton
- 1945 - Karácsony Connecticutban (Christmas in Connecticut) - Alexander Yardley
- 1944 - Átkelés Marseille-be (Passage to Marseille) - Duval őrnagy
- 1944 - Két világ között (Between Two Worlds) - Tim Thompson tiszteletes
- 1944 - Dimitrios maszkja (The Mask of Dimitrios) - Mr. Peters
- 1942 - Át a Csendes-óceánon (Across the Pacific) - Dr. Lorenz
- 1942 - Casablanca - Signor Ferrari
- 1941 - Az utolsó emberig (They Died With Their Boots On) - Winfield Scott altábornagy
- 1941 - A máltai sólyom (The Maltese Falcon) - Kasper Gutman

## Fordítás
- Ez a szócikk részben vagy egészben  a   Sydney_Greenstreet című angol Wikipédia-szócikk fordításán alapul.  Az eredeti cikk szerkesztőit annak laptörténete sorolja fel. Ez a jelzés csupán a megfogalmazás eredetét és a szerzői jogokat jelzi, nem szolgál a cikkben szereplő információk forrásmegjelöléseként.